# ウコク高原

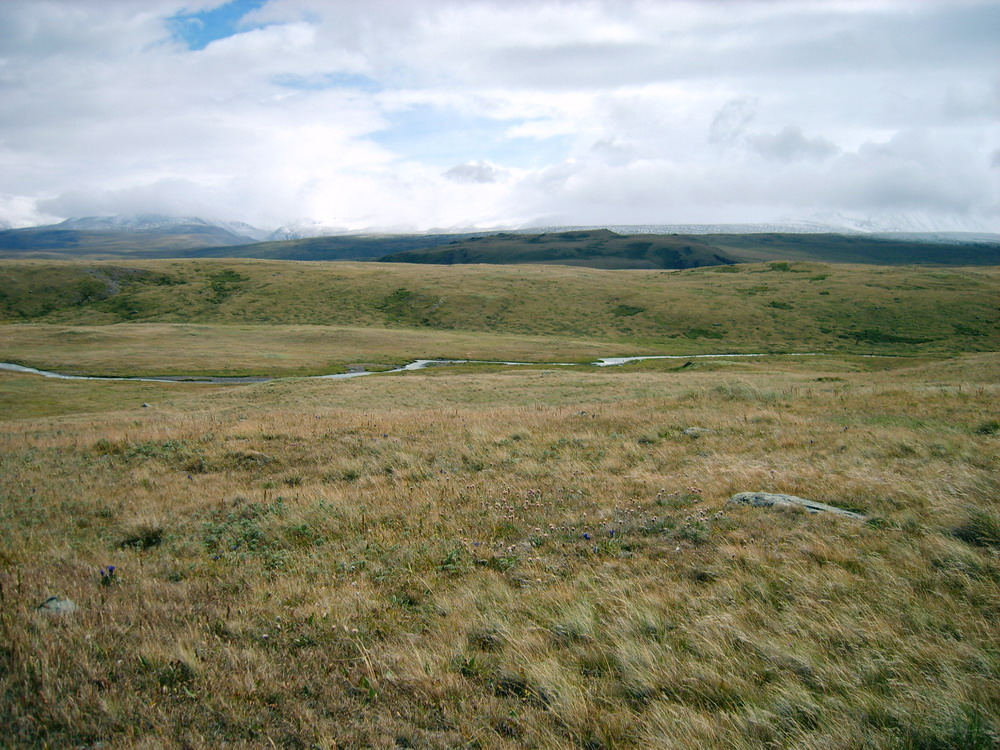
ウコク高原

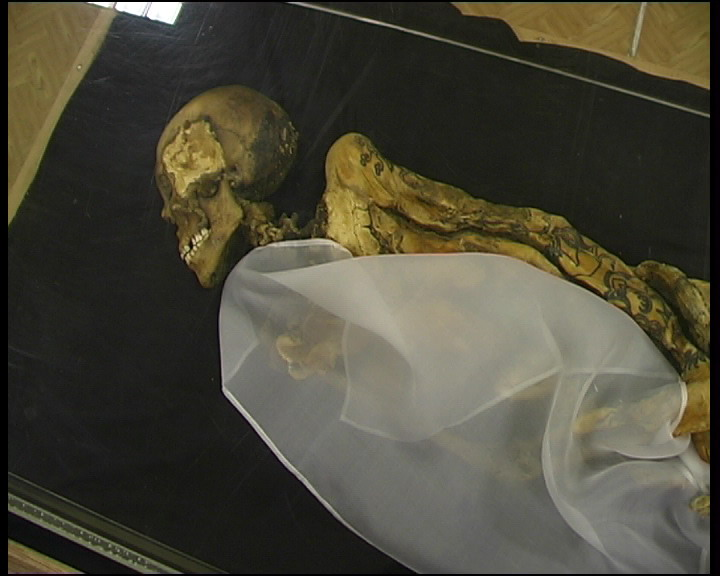
「アイス・プリンセス」

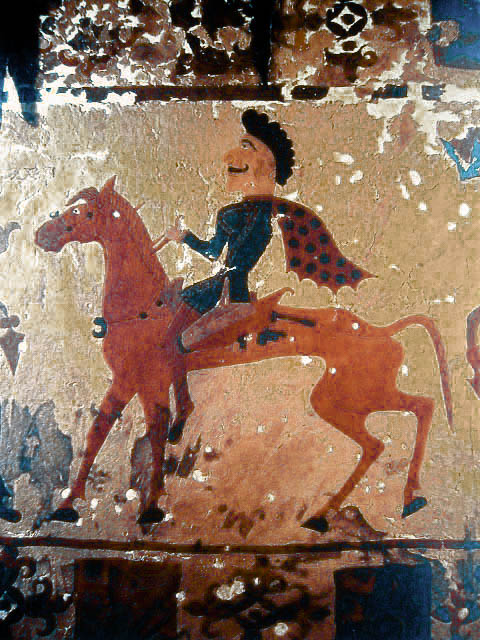
紀元前300年ごろに描かれた「馬に乗る男」

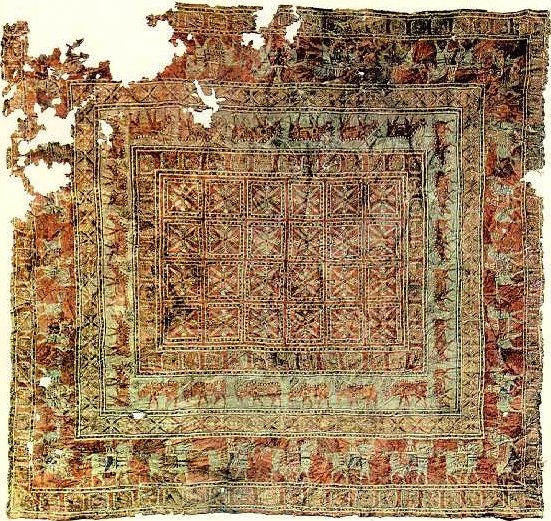
紀元前5世紀ごろのパジリクのじゅうたん

ウコク高原（ウコクこうげん、英: Ukok Plateau、ロシア語: Укок、カザフ語: Үкек Үстірті）は、ロシアのシベリア南西部、中華人民共和国、カザフスタン、モンゴル国との近くに位置するアルタイ山脈地方の草原。人里離れ、大自然が保たれている。
大規模な考古学調査で、永久凍土から古来アルタイ山脈で暮らしていたパジリク人と見られる凍ったミイラが見つかった。西のスキタイの文化と似通ったパジリク文化のものと見られる、多くの青銅器時代のクルガン（パジリク古墳群）も見つかっており、未だ発掘調査が続けられているが、魅力的な考古学的成果を挙げている。その一つにロシアの考古学者、ナタリア・ポロスマク（1956年 - ）によって発掘された「アイス・プリンセス」がある。20世紀後半に高原では、永久凍土から紀元前300年ごろのものと見られる3体の刺青の入ったミイラが発掘された。
この自然環境から、「アルタイの黄金山地」の一部として国際連合教育科学文化機関（ユネスコ）の世界遺産にも登録されており、ユキヒョウなどの絶滅危惧種やアルガリ、ソウゲンワシ、ナベコウに生息域を提供している。しかし、中ロガスパイプラインの敷設計画や道路の整備計画、過度の放牧などが脅威になっている。ミイラなどが発掘される地域は中ロの間で係争が起きているが、アルタイ共和国の住民もノヴォシビルスクに保管されている出土品の返還を求めている。